# Virle Piemonte
Virle Piemonte is een gemeente in de Italiaanse provincie Turijn (regio Piëmont) en telt 1116 inwoners (31-12-2004). De oppervlakte bedraagt 14,1 km², de bevolkingsdichtheid is 79 inwoners per km².

## Demografie
Virle Piemonte telt ongeveer 462 huishoudens. Het aantal inwoners steeg in de periode 1991-2001 met 15,9% volgens cijfers uit de tienjaarlijkse volkstellingen van ISTAT.
| Jaar | Inwoneraantal |
| ---- | ------------- |
| 1991 | 919           |
| 2001 | 1065          |

## Geografie
Virle Piemonte grenst aan de volgende gemeenten: Castagnole Piemonte, Osasio, Cercenasco, Vigone, Pancalieri.

## Geboren
- Bartolomeo Aimo (1889-1970), wielrenner

1. ↑  https://demo.istat.it/?l=it.